# Takaharu Nishino
Takaharu Nishino (jap. 西野 貴治 Nishino Takaharu; ur. 14 września 1993) – japoński piłkarz występujący na pozycji obrońcy. Obecnie występuje w JEF United Chiba.

## Kariera klubowa
Od 2012 roku występował w klubach Gamba Osaka i JEF United Chiba.